# Maxera obumbrata
Maxera obumbrata là một loài bướm đêm trong họ Noctuidae.